# Callosciurus quinquestriatus
Callosciurus quinquestriatus is een zoogdier uit de familie van de eekhoorns (Sciuridae). De wetenschappelijke naam van de soort werd voor het eerst geldig gepubliceerd door Anderson in 1871.

## Voorkomen
De soort komt voor in Myanmar, China.